# 宇治町
宇治町（うじちょう）は、京都府久世郡にあった町。現在の宇治市の中心部、宇治川の左岸にあたる。

## 地理
- 河川：宇治川
- 山岳：槇ノ尾山

## 歴史
- 1889年（明治22年）4月1日 - 町村制の施行により、宇治町・宇治郷・白川村の区域をもって発足。
- 1951年（昭和26年）3月1日 - 槇島村・小倉村・大久保村・宇治郡東宇治町と合併して宇治市が発足。同日宇治町廃止。

## 教育

### 小学校
- 宇治町立莵道小学校（現・宇治市立莵道小学校）

### 中学校
- 宇治町槇島村組合立宇治中学校（現・宇治市立宇治中学校）

## 交通

### 鉄道路線
- 日本国有鉄道
  - 奈良線
    - 宇治駅

## 名所・旧跡・観光スポット・祭事・催事
- 平等院